# Ньют Гінгріч
Нью́тон Лі́рой «Ньют» Ґі́нґріч (англ. Newton Leroy "Newt" Gingrich; нар. 17 червня 1943, Гаррісберг, Пенсільванія) — американський політик. Спікер Палати Представників Конгресу США (1995–99). Кандидат на посаду президента США (2012).

## Біографія
Ньютон Лірой Макфірсон народився у штаті Пенсильванія 17 червня 1943 року. Оскільки його матір'ю була неповнолітня жінка, після народження, його всиновив вітчим — військовик Збройних сил США і його прізвище змінили на Ґінґріч. Разом із місцем служби вітчима Ньют часто переїжджав і жив у декількох штатах.

### Освіта
Середню школу Ньют закінчив у місті Колумбус, штат Джорджія. Навчання продовжив в Університеті Еморі, пізніше отримав ступінь доктора філософії в Університеті Тулейн.

### Кар'єра
У 1970-х роках працював викладачем історії і географії в Університеті Західної Джорджії. У цей період Ґінґріч декілька разів балотувався до Палати представників США, однак був обраний лише у листопаді 1978 року. З 1989 по 1995 роки був лідером парламентської меншості.
У лавах Республіканської партії США Ґінґріч був одним із співавторів республіканської ініціативи — т. зв. «Контракту з Америкою». Саме завдяки Ґінґрічу, «Республіканська партія» добилася значних успіхів на виборах 1994 року, коли уперше за 40 років республіканці отримали більшість у Палаті представників. У наступному, 1995 році за внесок у перемогу республіканців, за версією журналу «Time», Ньют Ґінґріч став «Людиною року».
Під головуванням Ґінґріча республіканцям вдалося запровадити реформу системи соціального забезпечення, скоротити податки на приріст капіталу у 1997 році, а в 1998 році був прийнятий перший з 1969 року збалансований бюджет країни. Попри це, популярність Ньюта Ґінґріча у конгресі з часом почала поступово зменшуватися, оскільки навколо нього постійно вирували різні скандали. У січні 1997 року комітет Палати представників з парламентської етики виніс йому догану, однак слухання справи Ґінґріча у комітеті вдалося уникнути. 5 листопада 1998 року, після невтішних результатів для «Республіканської партії» на виборах у Конгрес 1998 року Ньют Ґінґріч під тиском своїх колег-республіканців пішов у відставку.
Після відставки Ґінґріч продовжував вести активне політичне життя, брав участь у громадських дискусіях з питань політики, працював політичним консультантом. З його ініціативи та під його головуванням було засновано декілька центрів політичного аналізу, у тому числі «Центр пошуку рішень для перемоги в майбутньому» та «Центр реформування системи охорони здоров'я».
Ньют Ґінґріч є автором та співавтором більш ніж 23 книг. У травні 2011 року він оголосив про свій намір балотуватися на посаду Президента США від республіканської партії.